# Bernardo Joaquín de Anzoátegui
Bernardo Joaquín de Anzoátegui fue un comerciante argentino que siguió la carrera de las armas como voluntario del arma de artillería. Luchó contra las Invasiones Inglesas, en la guerra de Independencia de la Argentina, la del Brasil y en la Guerra Grande.

## Biografía
Bernardo Joaquín de Anzoátegui nació en la ciudad de Buenos Aires de la gobernación del Río de la Plata (Imperio español) el 19 de agosto de 1775, hijo de Bernardo Anzoategui Ascasíbar, natural de Guipúzcoa, España, y de la porteña Mariana Figueroa González.
Tras dedicarse al comercio en su ciudad natal, en 1797 fue nombrado guarda del Resguardo y Rentas de Buenos Aires. Entre los años 1800 y 1804 permaneció con cargo militar en la provincia de Córdoba. Al producirse en 1806 la primera de las Invasiones Inglesas al Río de la Plata se unió a la resistencia contra el ejército británico de ocupación.

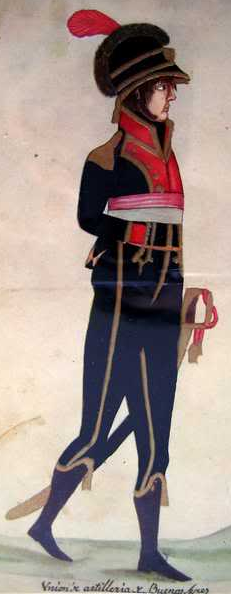
Oficial de Regimiento de Artillería de la Unión (lámina de Justo Doldan, 1807).

Actuó a las órdenes de su primo, Pedro Miguel de Anzoátegui, y del capitán del Real Cuerpo de Artillería Juan de Dios Dozo, de quien recibió varias importantes comisiones, entre ellas la de transportar armas a los patriotas reunidos en la chacra de Perdriel. Como se lo hizo regresar para transportar una nueva carga no estuvo presente en el combate de Perdriel. Participó de la lucha por la reconquista y asegurada ésta fue promovido al grado de teniente de artillería del Cuerpo de Voluntarios Artilleros de la Unión.
Durante la segunda invasión inglesa al Río de la Plata resultó herido en el combate de Quilmes (1807) contra las fuerzas de desembarco británicas. En 1808 fue ascendido a capitán graduado de milicias urbanas.
Producida la Revolución de Mayo de 1810, adhirió al movimiento patriota y fue nombrado como capitán de la 6.º Compañía de Batallón de Artillería Volante. Se incorporó con su unidad al Ejército del Norte y participó de la batalla de Huaqui en junio de 1811.
Tras esa derrota, continuó prestando servicios en la artillería en Buenos Aires y en 1816 fue ascendido a teniente coronel graduado. El siguiente año fue destinado brevemente a la posta de Arrecifes (Buenos Aires) ante la posibilidad de que fuera atacada por tropas del caudillo cordobés Juan Pablo Bulnes, siendo luego ascendido a sargento mayor. Revistó en el Batallón de Artillería de Buenos Aires durante la Anarquía del Año XX.
Al iniciarse la guerra del Brasil fue destinado al ejército de operaciones en la provincia de Misiones. En 1828 regresó por enfermedad y fue destinado a la batería de Punta Lara hasta finalizar la guerra, siendo entonces dado de baja del servicio activo.
Fue nombrado posteriormente guarda almacén del Parque de Artillería y ejerció el cargo hasta que en 1834 debió emigrar a Montevideo (Uruguay) por oponerse al gobierno de Juan Manuel de Rosas. Actuó durante el Sitio de Montevideo (1843-1851) con el grado de teniente coronel de artillería. Falleció víctima del escorbuto en el Hospital de Caridad de esa ciudad el 25 de marzo de 1846.
Había casado el 31 de octubre de 1796 en primeras nupcias con María Peñaloza de la Rosa, con quien tuvo dos hijos, Francisca Benita de los Dolores y Fortunato Benito Anzoátegui Peñaloza. El 17 de abril de 1805 casó con Melchora Josefa de la Rosa, con quien tuvo una hija, María Josefa Lázara Anzoátegui de la Rosa.
El 15 de mayo de 1807 casó en terceras nupcias con María de los Remedios Ortega y Larrodia, quien falleció en Buenos Aires el 13 de julio de 1859 y con quien tuvo numerosos hijos, entre ellos María Mercedes Romana, Carlota Sebastiana, Francisco, el teniente coronel Carlos Anzoátegui y Fausta Benita Sebastiana Anzoátegui Ortega.
Tuvo numerosos hermanos, algunos de los cuales destacaron al servicio de su patria: Braulio (-†1830), Francisco (1770-?), Teresa (1771-†1772), Tadea (1772-?), José Antonio (1774-?), Juan José (1778-?), el capitán de marina José Gabino (1779-†1828), el sargento mayor de marina Laureano (1782-†1847), Ramona Josefa (1783-?), Manuela (1791-?), el sargento mayor del ejército Dámaso (1777-?), Juan Bernabé (1792-?) y María Nicolasa Anzoátegui Figueroa.